# Closia
Closia is een geslacht van weekdieren uit de klasse van de Gastropoda (slakken).

## Soorten
- Closia giadae T. Cossignani, 2001
- Closia limpida Bozzetti, 1992
- Closia majuscula (Martens, 1877)
- Closia princeps (G. B. Sowerby III, 1901)
- Closia sarda (Kiener, 1834)